# Escuela de Lyon

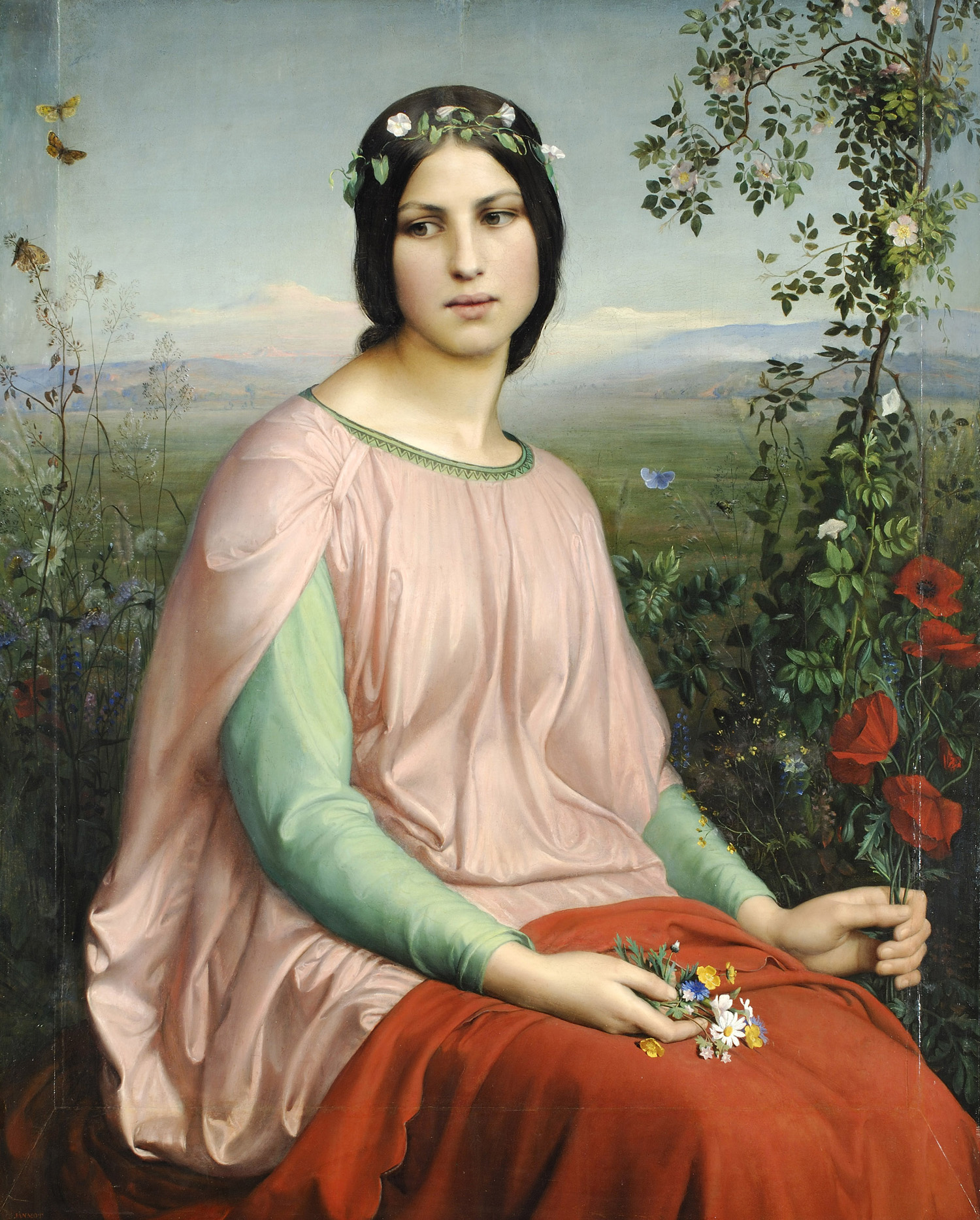
Flor de los campos (1845)
Louis Janmot
Museo de Bellas Artes de Lyon

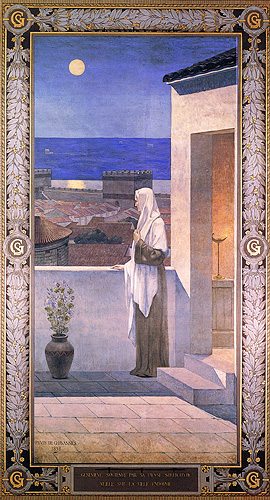
S. Genoveva mira hacia los tejados de París, por Puvis de Chavannes.

Con Escuela de Lyon se designa a un grupo de artistas lyoneses entre los que destaca su fundador, Pierre Révoil, exponente del estilo trovador, un movimiento menor, dentro de la pintura romántica francesa, que se caracterizaba por tratar temas históricos que evocaban el pasado no clásico. Sus anécdotas son edificantes y toma sus técnicas de la pintura holandesa del siglo XVII: factura lisa, descripción minuciosa de los detalles y el carácter intimista de las escenas familiares.

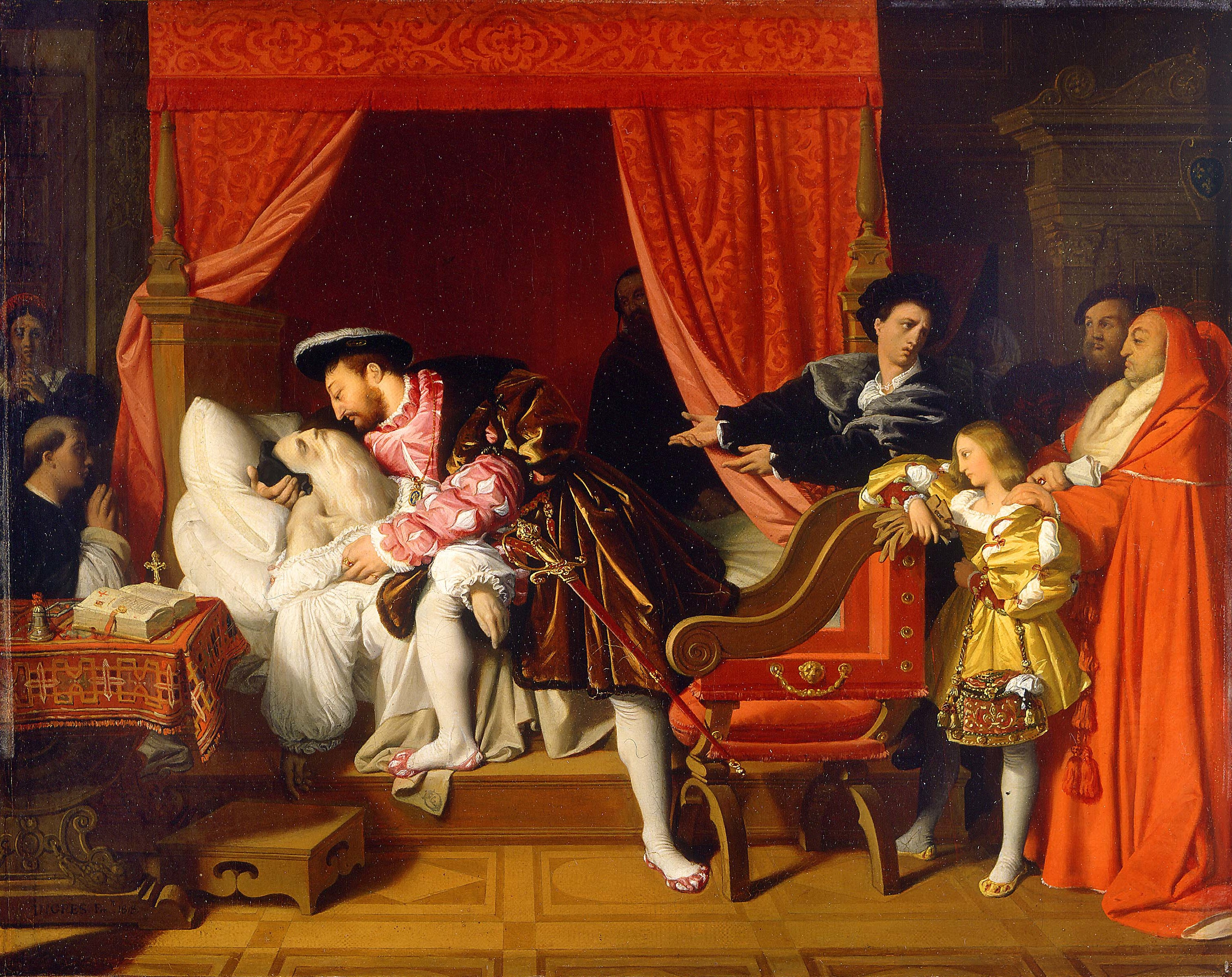
La muerte de Leonardo da Vinci, obra de Ingres, 1818, óleo sobre tela, 40 x 50 cm, Petit Palais, París, cuadro representativo del estilo trovador.

El primer lienzo trovador fue presentado en el Salón de París de 1802, bajo el Consulado. Fue una obra de Fleury-Richard: Valentina de Milán llorando la muerte de su esposo). Tuvo un enorme éxito debido a su tema emotivo.

## Historia
La Escuela de Lyon se formó a finales de la década de 1810 y, al inicio, comprendía más bien a los pintores comprometidos con la corriente de los Trovadores, aunque también a paisajistas o a aquellos que dibujaban motivos florales y sedas decorosas. En el Salón parisino de 1819, año en el que la Escuela de Lyon se da a conocer, su pintura es descrita como una corriente que tenía «un estilo cuidado y una ejecución fina y brillante».
La Escuela de Lyon se definió hacia los años 1830 como un movimiento inspirado en la corriente mística e iluminista lyonesa. El grupo, representado de pintores como Victor Orsel, Louis Janmot e Hippolyte Flandrin, fue calificado por Charles Baudelaire como "la galería de la pintura". En cambio esta corriente pictórica, muy próxima a la Hermandad Prerrafaelita británica, tenía nobles fundamentos, pues se inspiraba principalmente en temas filosóficos, morales y religiosos. Presentada en el Salon de 1819, tuvo vida activa hasta 1851, momento en el que se realizó una importante muestra de la obra de los pintores lyoneses en el Museo de Bellas Artes de Lyon. La escuela, que sobrevivió solo parte del siglo XIX, se extinguió con la obra de Puvis de Chavannes.

## Representantes
- Retrato pictórico, histórico y religioso: Tony Tollet (1857-1953)
- Pintura de historia: Pierre Révoil (1776-1842), Fleury-Richard (1777-1852), Claudius Jacquand (1803-1878)
- Pintura floral: Antoine Berjon (1754-1843), Déchazelle, Augustin Thierriat (1789-1870), Simon Saint-Jean (1808-1860), Adolphe-Louis Dégrange (1840-1918)
- Pintura de animales: Jacques Barraband (1768-1809)
- Pintura de género: Claude Bonnefond (1796-1860), Michel-Philibert Genod (1795-1862)
- Pintura religiosa: Victor Orsel (1795-1850), Louis Janmot (1814-1892)
- Pitnura romántica: Joseph Guichard (1806-1880), Jean Seignemartin (1848-1875), Jean Bellet du Poisat (1823-1883)
- Pintura simbolista: Puvis de Chavannes (1824-1898), Alexandre Séon (1855-1917)
- Pintura del paisaje: Hector Allemand (1809-1886), Adolphe Appian (1818-1898), Louis-Hilaire Carrand (1821-1899), François-Auguste Ravier (1814-1895)
- Decoraciones religiosas: Hippolyte Flandrin (1809-1864), Paul Chenavard (1807-1895), Jean-Baptiste Frénet (1814-1889)

## Muestras
- Puvis de Chavannes et la peinture lyonnaise du XIXe siècle, Museo de Bellas Artes de Lyon, 1937.
- La peinture lyonnaise du XVIe au XIXe siècle, Museo de Bellas Artes de Lyon, 1948.
- Las Temps de la peinture : Lyon 1800#-1914, Museo de Bellas Artes de Lyon, del 20 abril al 30 de julio de 2007.

## Galería de imágenes

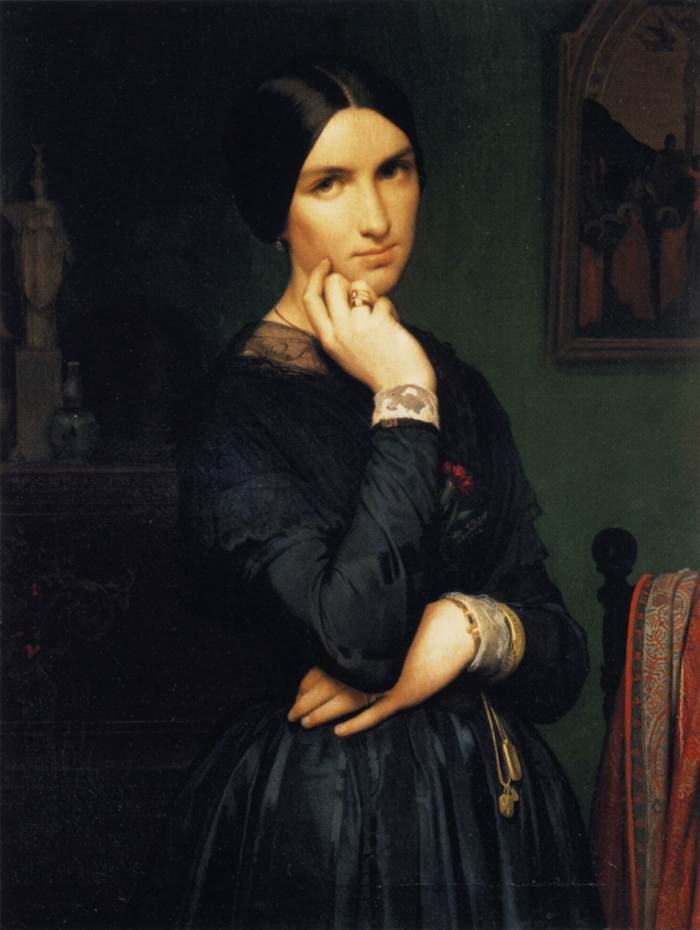
Hippolyte Flandrin, Retrato de la esposa
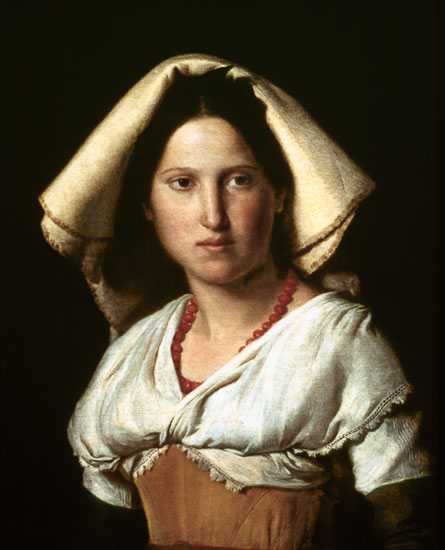
Victor Orsel, Vittoria Caldoni
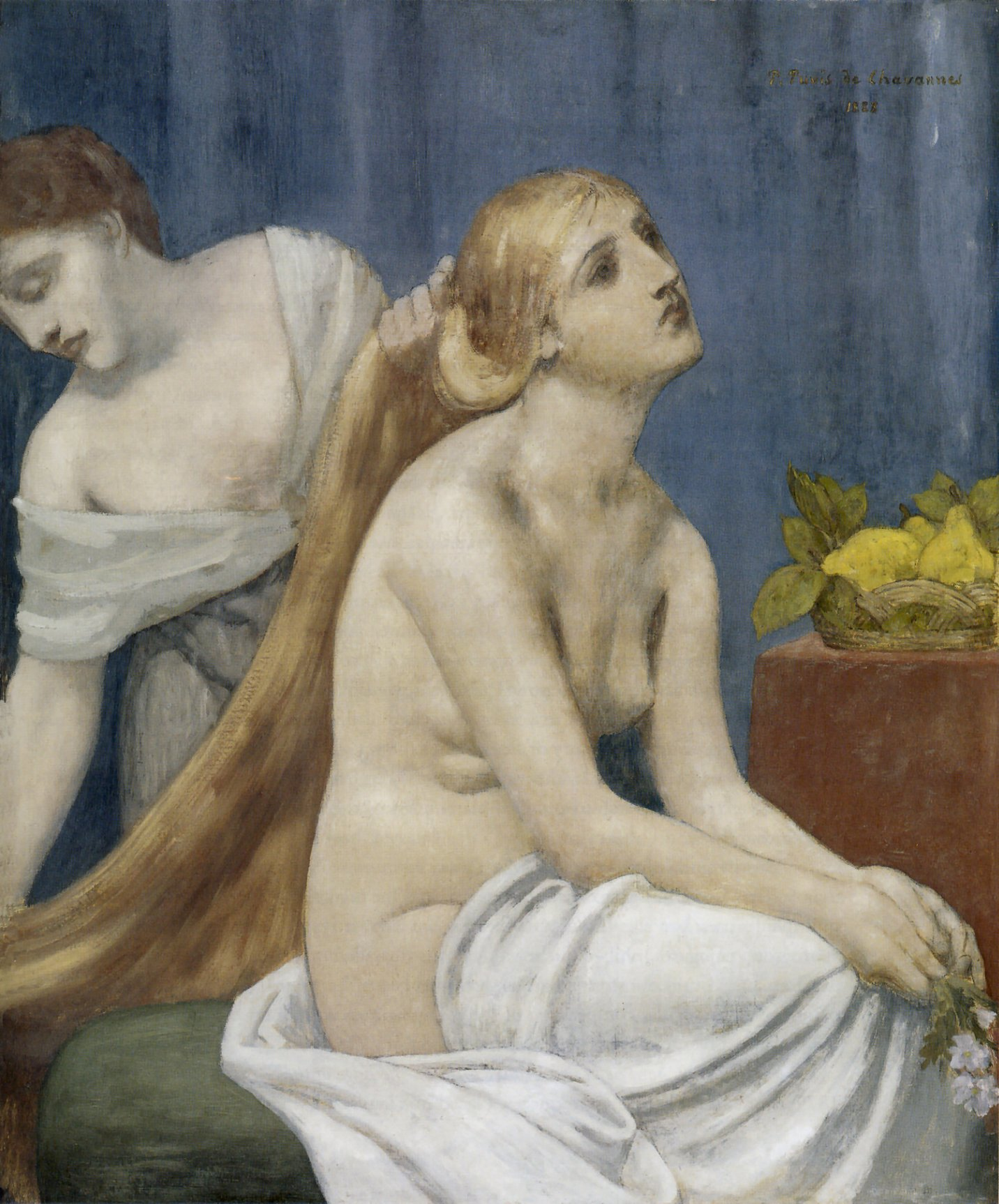
Puvis de Chavannes, La toeletta
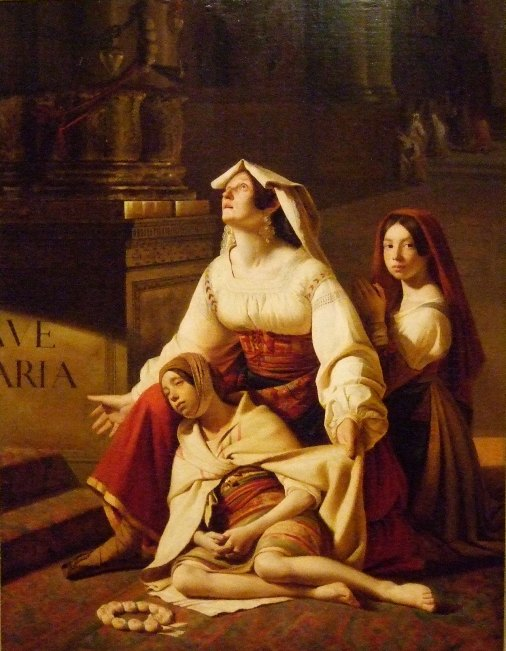
Claude Bonnefond, Il voto

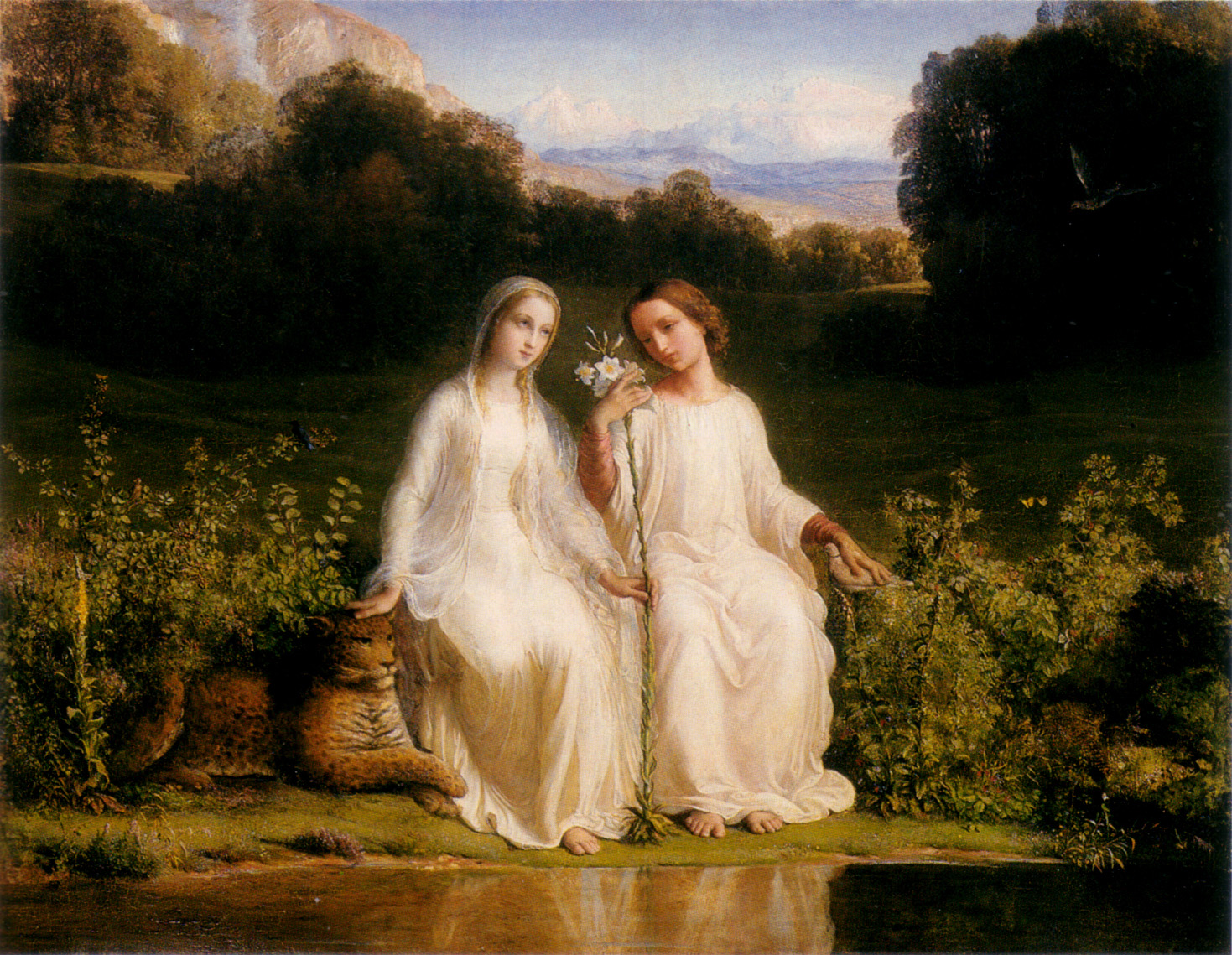
Louis Janmot, Verginità
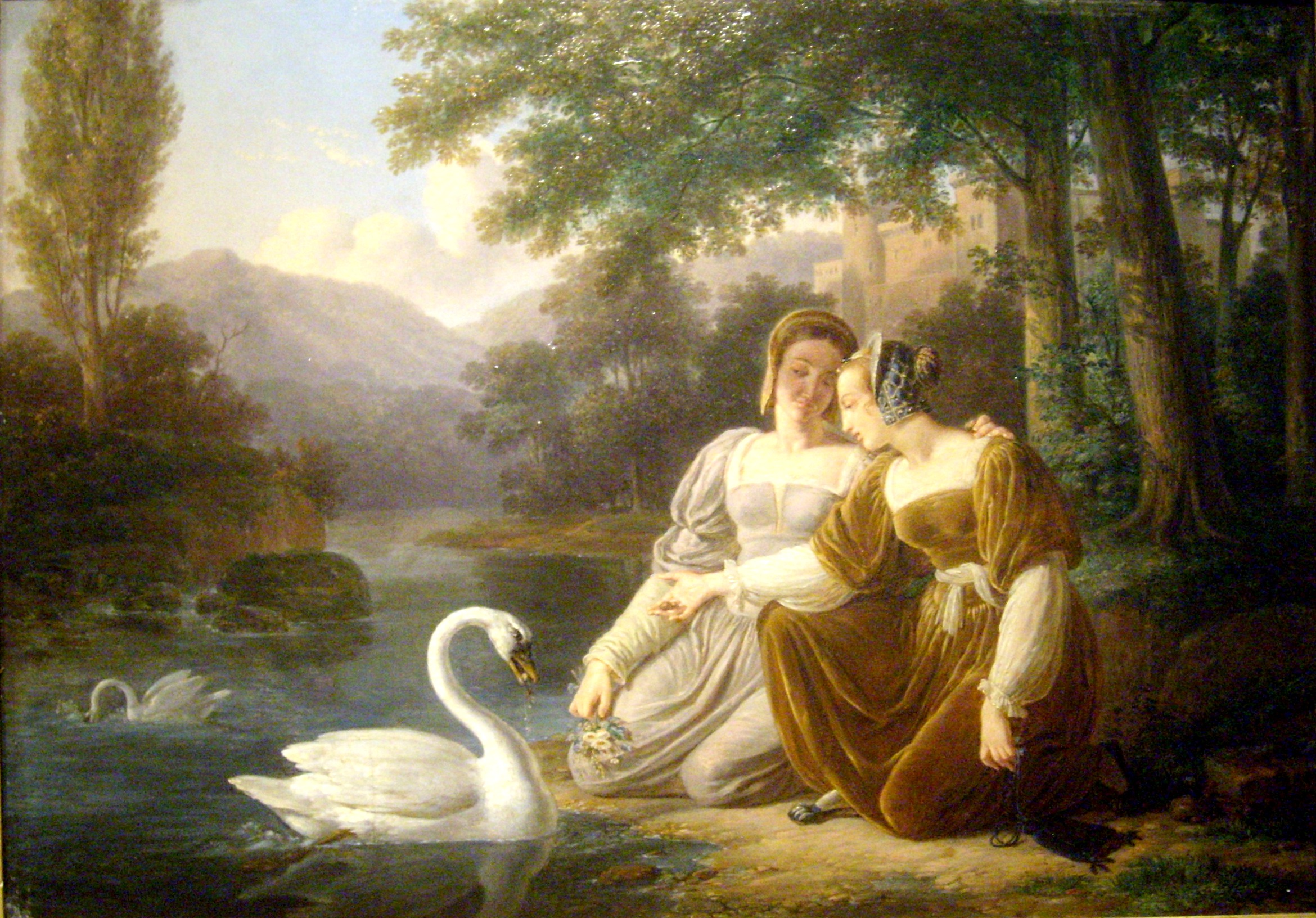
Pierre Henri Revoil, Due castellane
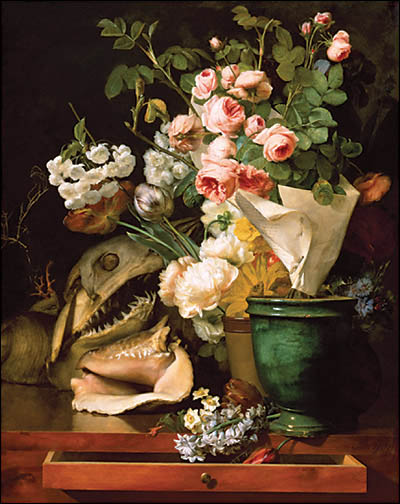
Antoine Berjon, Naturaleza muerta con flores
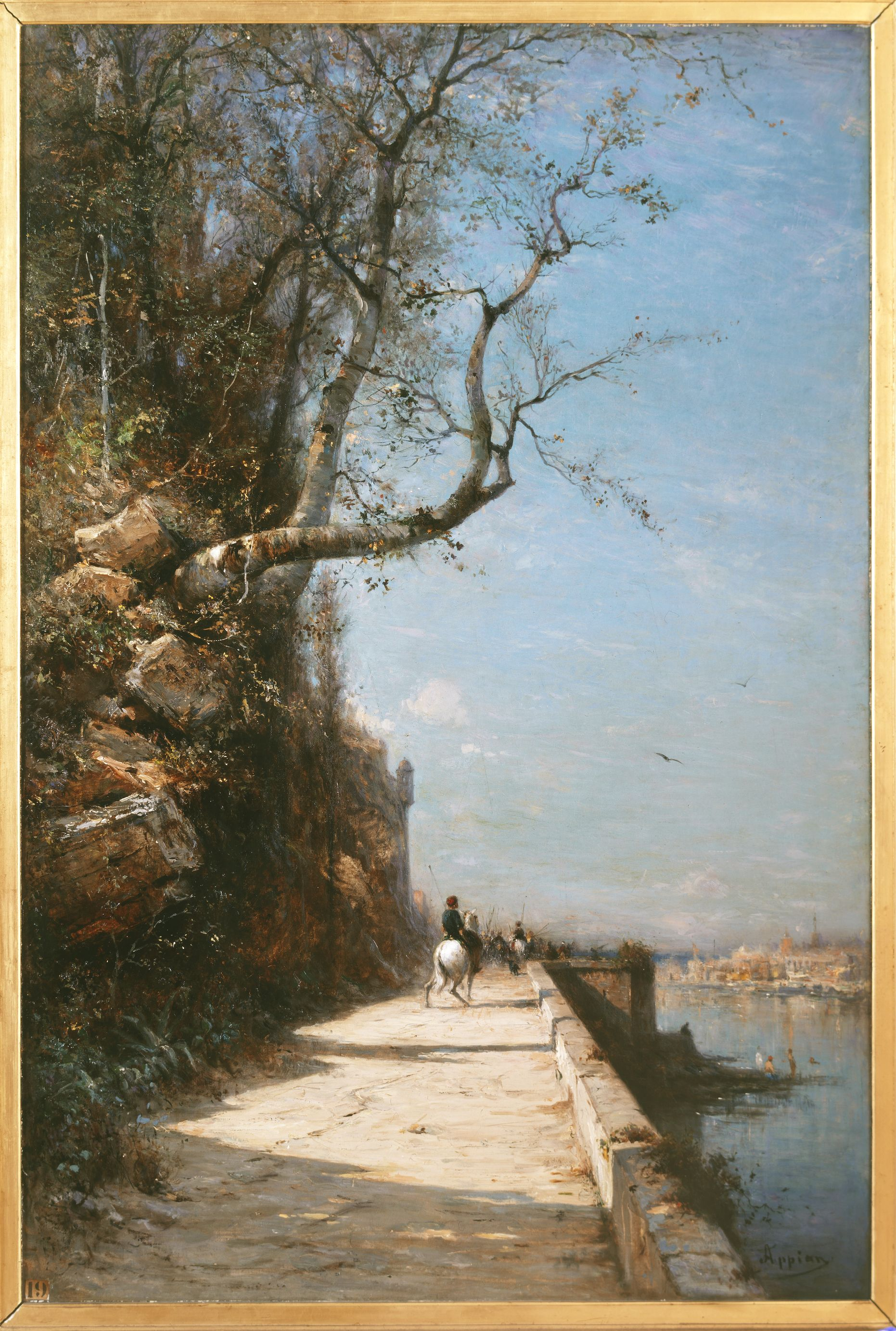
Adolphe Appian, Calle cerca de Génova

## Otros proyectos
- Multimedia en Commons.

- Datos: Q568622
- Multimedia: Lyon School / Q568622